# 다비드 푸하다스

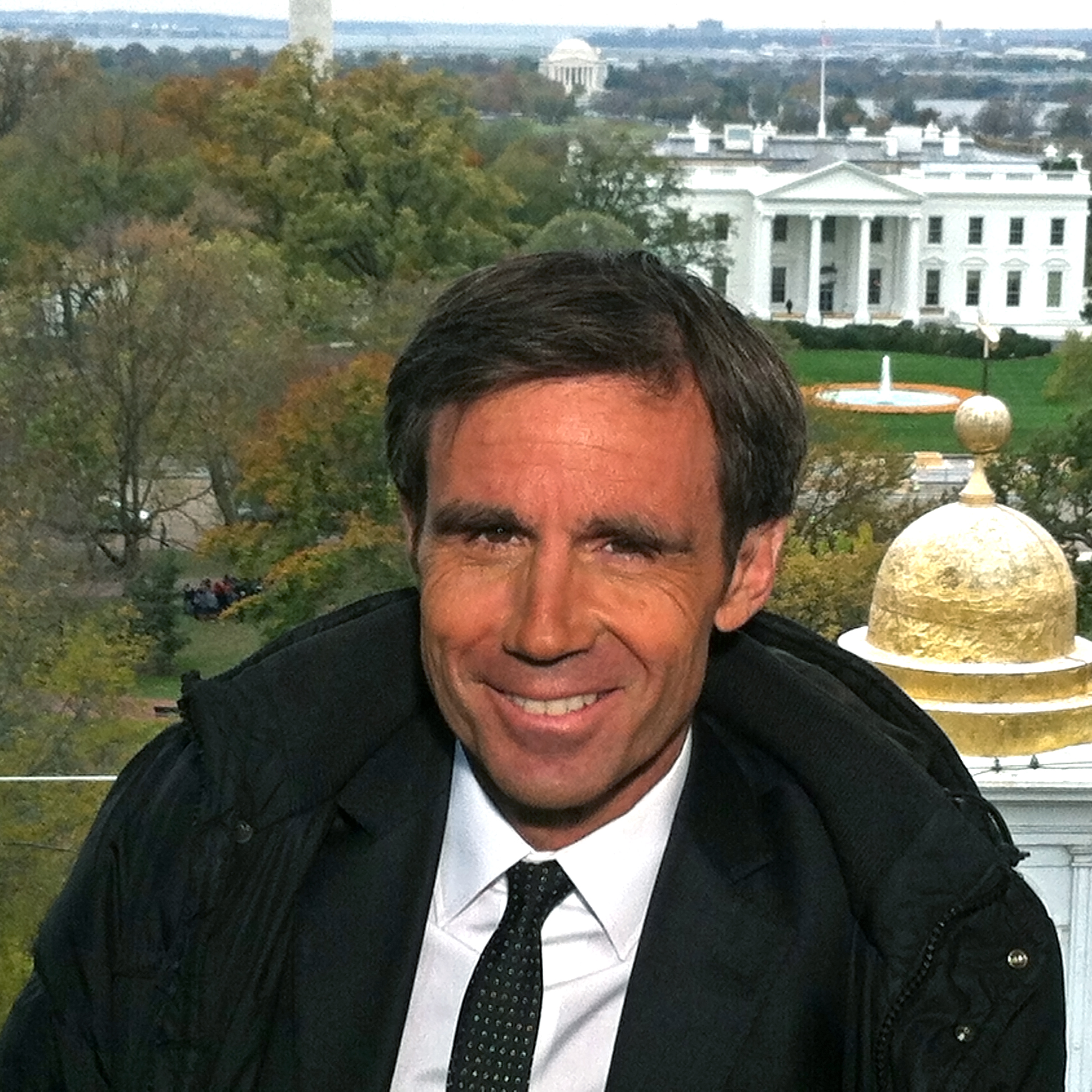

다비드 푸하다스(프랑스어: David Pujadas, 1964년 12월 2일 ~ )는 스페인 출신의 프랑스 방송인이다. TF1의 뉴스 LCI의 앵커로 활동했으며, 이후
2001년 프랑스 2의 뉴스 기자로 임명되었으나 2017년에 해임되었다.